# Copa Martini Rossi
De Copa Martini Rossi was de voorloper van de UEFA Supercup. Om deze beker werd in de jaren vijftig van de twintigste eeuw gestreden tussen de winnaars van de Copa Latina en de Mitropa Cup. FC Barcelona won de Copa Martini Rossi in 1952 en 1953. De beker was vernoemd naar de hoofdsponsor, de Italiaanse distilleerderij Martini & Rossi.

## Winnaars
| Datum            | WINNAAR      | Land            | Uitslag | Land               | Verliezer         |
| ---------------- | ------------ | --------------- | ------- | ------------------ | ----------------- |
| 25 december 1952 | FC Barcelona | Vlag van Spanje | 5-2     | Vlag van Duitsland | Kickers Offenbach |
| 4 juni 1953      | FC Barcelona | Vlag van Spanje | 2-1     | Vlag van Italië    | Torino FC         |